# Riz Ahmed

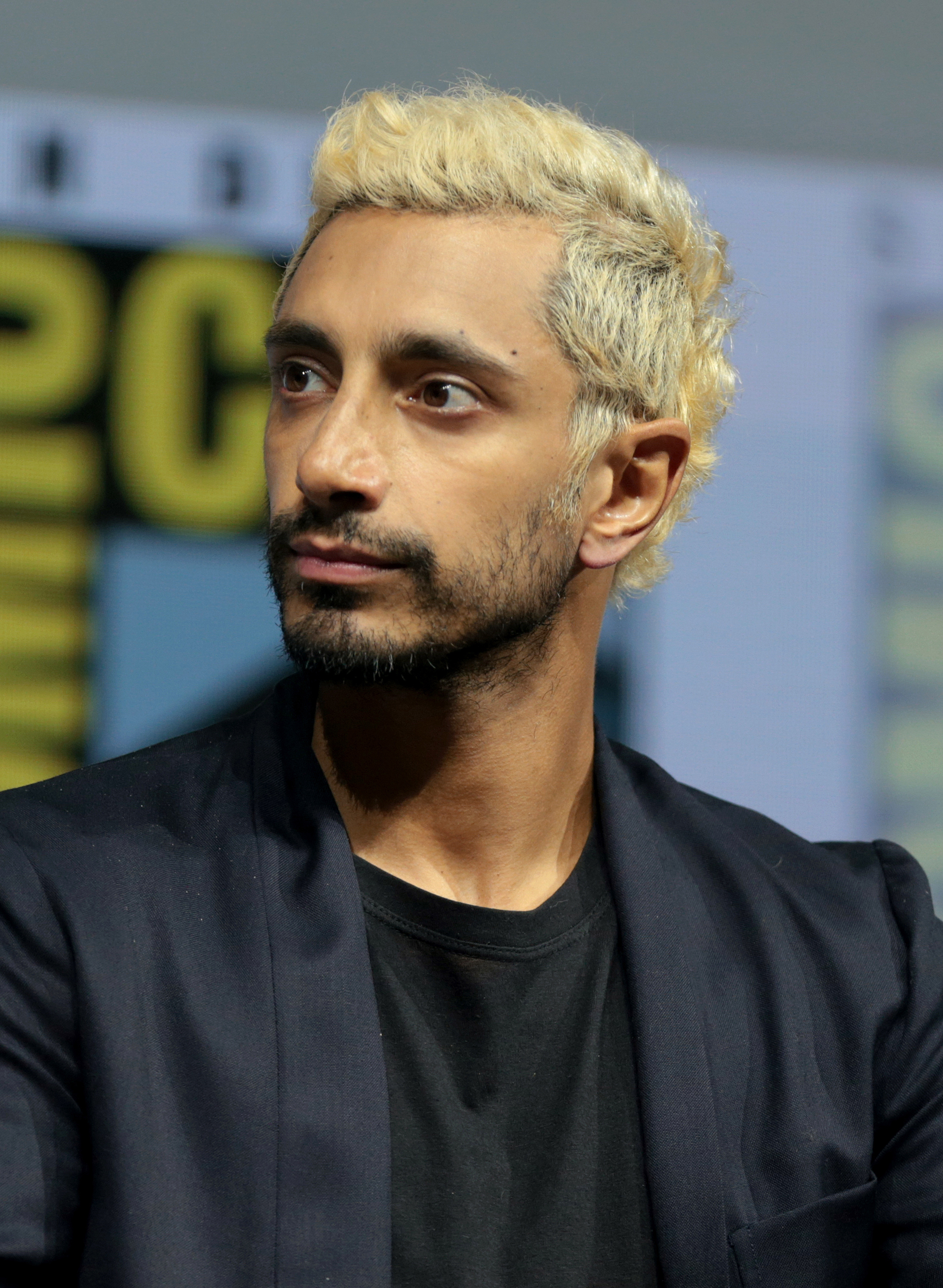
Riz Ahmed bei der Comic-Con in San Diego im Juli 2018

Rizwan „Riz“ Ahmed (* 1. Dezember 1982 in Wembley, London), auch bekannt unter dem Künstlernamen Riz MC, ist ein britischer Schauspieler, MC und Musiker.

## Leben
Riz Ahmeds Eltern stammen aus Karatschi in Pakistan, sein Vater ist von Beruf Schiffsmakler. Ahmed wuchs mit einem älteren Bruder in Wembley auf und besuchte mit einem Stipendium die Privatschule Merchant Taylors’ School in Hertfordshire. Danach wechselte er auf das Christ-Church-College in Oxford, wo er die Fächer Philosophie, Politik und Wirtschaft studierte. Daraufhin absolvierte er eine Schauspielausbildung an der Central School of Speech and Drama in London.
Seine Schauspielkarriere startete Ahmed Mitte der 2000er Jahre mit einer Hauptrolle in Michael Winterbottoms und Mat Whitecross’ preisgekröntem Dokudrama The Road to Guantanamo, in dem er als Terrorverdächtiger zu sehen war. Es folgten weitere Hauptrollen im Film und Fernsehen, darunter die eines Londoner Kokaindealers in Shifty (2008) und eines islamischen Terroristen in der satirischen Komödie Four Lions (2010). Beide Filme brachten ihm Nominierungen für den British Independent Film Award ein. 2012 übernahm er die Hauptrolle in Mira Nairs Politthriller The Reluctant Fundamentalist. In der Literaturverfilmung nach dem gleichnamigen Roman von Mohsin Hamid ist er als pakistanischer Princeton-Absolvent Changez zu sehen, der in den Vereinigten Staaten Karriere gemacht hat, nach den Terroranschlägen vom 11. September 2001 jedoch in sein Heimatland zurückkehrt.
Parallel zu seiner Schauspielkarriere trat der bekennende Muslim unter dem Namen Riz MC als MC und Musiker in Erscheinung und veröffentlichte 2006 den satirischen Song Post 9/11 Blues. 2011 folgte sein Hip-Hop-Debütalbum MICroscope.
2017 wurde er in die Academy of Motion Picture Arts and Sciences aufgenommen, die jährlich die Oscars vergibt. Im selben Jahr gewann er für seine Hauptrolle als unter Mordverdacht stehender Student in der Krimiserie The Night Of – Die Wahrheit einer Nacht einen Emmy.
Der bisherige Höhepunkt in seiner Filmkarriere stellte sich 2019 mit der Hauptrolle des Ruben in dem Drama Sound of Metal ein. Für seine Darstellung eines Punk-Metal-Schlagzeuger mit Drogen-Vergangenheit, der während einer Reihe von Gigs einen zeitweiligen Hörverlust erleidet, wurde er u. a. 2021 für den Oscar nominiert.
Bei der Oscarverleihung 2022 wurde er mit seinem Kurzfilm The Long Goodbye (Regie: Aneil Karia) mit dem Oscar ausgezeichnet.

## Filmografie
- 2006: The Road to Guantanamo
- 2006: Banglatown Banquet (TV)
- 2006: The Path to 9/11 – Wege des Terrors (The Path to 9/11, TV)
- 2006: Berry’s Way (TV)
- 2007: Dschihad in der City (Britz, TV)
- 2008: Shifty
- 2008: Baghdad Express (Kurzfilm)
- 2008: Wired (Fernsehserie)
- 2008: Dead Set (Fernsehmehrteiler)
- 2009: Rage
- 2009: Freefall
- 2010: Four Lions
- 2010: Centurion
- 2011: Trishna
- 2011: Black Gold
- 2012: Ill Manors
- 2012: The Reluctant Fundamentalist
- 2013: Unter Beobachtung (Closed Circuit)
- 2014: Nightcrawler – Jede Nacht hat ihren Preis (Nightcrawler)
- 2016: Jason Bourne
- 2016: The Night Of – Die Wahrheit einer Nacht (The Night Of, Miniserie)
- 2016: Rogue One: A Star Wars Story
- 2016–2019: The OA (Fernsehserie, 5 Episoden)
- 2017: Girls (Fernsehserie)
- 2018: The Sisters Brothers
- 2018: Venom
- 2019: Sound of Metal
- 2020: The Long Goodbye (Kurzfilm)
- 2020: Mogul Mowgli
- 2021: Encounter
- 2023: Nimona (Stimme von Ballister Boldheart)
- 2023: Fingernails
- 2024: The Negotiator (Relay)
- 2025: Der phönizische Meisterstreich (The Phoenician Scheme)

## Auszeichnungen
Oscar
- 2021: Nominierung als bester Hauptdarsteller für Sound of Metal
- 2022: Bester Kurzfilm für The Long Goodbye

Golden Globe Award
- 2017: Nominierung als bester Hauptdarsteller –  Mini-Serie oder Fernsehfilm für The Night Of – Die Wahrheit einer Nacht
- 2021: Nominierung als bester Hauptdarsteller – Drama für Sound of Metal

Emmy
- 2017: Bester Hauptdarsteller in einer Miniserie oder Fernsehfilm für The Night Of – Die Wahrheit einer Nacht

British Academy Film Award
- 2021: Nominierung für den besten britischen Film für Mogul Mowgli
- 2021: Nominierung als bester Hauptdarsteller für Sound of Metal

Independent Spirit Award
- 2021: Bester Hauptdarsteller für Sound of Metal

Screen Actors Guild Award
- 2017: Nominierung als bester Hauptdarsteller Mini-Serie oder Fernsehfilm für The Night Of – Die Wahrheit einer Nacht
- 2021: Nominierung als bester Hauptdarsteller für Sound of Metal

British Independent Film Award
- 2021: Nominierung als bester Hauptdarsteller für Encounter

Sonstiges
- 2009: Darstellerpreis des Geneva Cinéma Tout Ecran für Shifty
- 2012: Britischer „Shooting Star“ der European Film Promotion
- 2013: Friedenspreis des Deutschen Films – Die Brücke (Schauspielerpreis) für The Reluctant Fundamentalist